# Cure (альбом Erra)
Cure (стилизовано как cure) — шестой студийный альбом американской металкор-группы Erra. Он был выпущен 5 апреля 2024 года на независимом лейбле UNFD.
Продюсером альбома выступил Дэниел Браунштейн. Это второй студийный релиз группы на этом лейбле и первый альбом, в котором принял участие гитарист Клинт Тастин.

## История
В марте 2023 года группа отыграла хэдлайнерский тур по Европе вместе с группами Silent Planet, Invent Animate и Sentinels. После европейского хедлайн-тура группа отправилась в студию с Дэном Браунштейном для записи нового материала. После года гастролей с группой в качестве второго гитариста в группу был добавлен Клинт Тастин. 16 августа группа выпустила первый сингл «Pale Iris» и соответствующий клип.
1 февраля 2024 года Erra объявили о самом альбоме и дате его выхода. В то же время они выпустили заглавный трек и клип на песню «Cure», а также показали обложку альбома и трек-лист. 22 февраля группа представила третий сингл «Blue Reverie» и сопровождающее его музыкальное видео. 14 марта, за месяц до выхода альбома, состоялась премьера четвёртого сингла «Crawl Backwards Out of Heaven». Через несколько недель после релиза группа отправится в хедлайн-тур по Северной Америке при поддержке Make Them Suffer, Void of Vision и Novelists, после чего выступит на европейских и британских фестивалях, таких как Download Festival и Graspop Metal Meeting.

## Отзывы
| Оценки критиков | Оценки критиков |
| Источник        | Оценка          |
| --------------- | --------------- |
| Kerrang!        | [ 12 ]          |
| Metal Hammer    | [ 13 ]          |
| Wall of Sound   | 8/10            |

Альбом получил положительные отзывы от музыкальных критиков. Cure получил в целом положительные отзывы критиков. Джейк Ричардсон из Kerrang! назвал релиз «альбомом, демонстрирующим звуковую мощь металкора, когда жанр исполняется с должной тщательностью и мастерством. Это не совсем революционная работа, но Cure — бесспорно сильное дополнение к канону металкора». Пишущий для Metal Hammer Дэнни Лейверс назвал альбом «…естественным продолжением. […] Если в мире есть хоть какая-то справедливость, Cure должен стать тем альбомом, который выведет их на гораздо большую аудиторию». Wall of Sound поставил альбому оценку 8/10 и сказал: «Cure занимает достойную позицию и демонстрирует, почему Erra являются непревзойдённым образцом в жанре прогрессивного металла, постоянно повышая уровень своей игры с исследовательским любопытством и несомненным талантом. Это не конец, а рассвет новой Erra».
Сара Дагган из The Au Review отметила, что альбом «CURE — это свидетельство музыкального роста ERRA и стремления к созданию качественных металкор-композиций. Несмотря на то, что альбом, возможно, не открывает совершенно новые горизонты и не достигает совершенства, он, несомненно, сияет своими захватывающими мелодиями, интенсивным вокалом и динамичным инструментарием. Поклонники жанра найдут много интересного в последней работе ERRA, что делает „CURE“ достойным дополнением к их дискографии и хорошим выбором для любого любителя металкора, ищущего захватывающие и приятные впечатления от прослушивания».

## Список композиций
| №                   | Название                        | Длительность |
| ------------------- | ------------------------------- | ------------ |
| 1.                  | «Cure»                          | 3:45         |
| 2.                  | «Rumor of Light»                | 4:02         |
| 3.                  | «Idle Wild»                     | 4:12         |
| 4.                  | «Blue Reverie»                  | 5:01         |
| 5.                  | «Slow Sour Bleed»               | 4:07         |
| 6.                  | «Wish»                          | 1:25         |
| 7.                  | «Glimpse»                       | 4:23         |
| 8.                  | «Past Life Persona»             | 4:40         |
| 9.                  | «Crawl Backwards Out of Heaven» | 3:22         |
| 10.                 | «End to Excess»                 | 4:11         |
| 11.                 | «Pale Iris»                     | 4:23         |
| 12.                 | «Wave»                          | 4:58         |
| Общая длительность: | Общая длительность:             | 48:29        |

## Участники записи
По данным Discogs.
Erra
- Джей Ти Кейви — ведущий вокал
- Джесси Кэш — гитара, вокал
- Клинт Тастин — гитара
- Конор Хессе — бас
- Алекс Баллью — барабаны, бэк-вокал

## Чарты
| Чарт (2024)                                   | Высшая позиция |
| --------------------------------------------- | -------------- |
| Австралия (ARIA)                              | 91             |
| Великобритания (UK Digital Albums Chart)      | 47             |
| Великобритания (UK Independent Albums Chart)  | 43             |
| Великобритания (UK Rock & Metal Albums Chart) | 22             |